# Великий китайский голод
Великий китайский голод (кит. 三年困难时期或者三年自然灾害) — период с 1959 по 1961 годы, когда от массового голода в Китайской Народной Республике, только по официальным данным, погибло около 15 миллионов человек. Академические источники по-разному оценивают число жертв голода — от 16,5 до 45 млн человек. В Китае данную трагедию также часто именуют «Тремя годами стихийных бедствий» или «Тремя горькими годами».
Хотя существует большая неопределенность в отношении точного числа смертей, связанных с голодом в рамках «Большого скачка», представляется очевидным, что в абсолютном выражении он представляет собой самый крупный голод в истории. Однако относительно численности населения уровень смертности был «скромным» по сравнению со смертностью в Ирландии в 1840-х годах или в Финляндии в 1866—1868 годах и был сравним с голодом 1876–1879 годов в Китае.
Сейчас исследователи сходятся во мнении, что развитию голода в большей мере способствовали социально-политические изменения в стране, нежели природные катаклизмы. В конце 1950-х годов власти КНР приступили к реализации политики большого скачка, которая должна была преобразовать преимущественно сельскохозяйственную страну в индустриальное государство. На вооружение были взяты такие методы, как коллективизация и лысенковщина. К примеру, из-за идей об отсутствии конкурентной борьбы между растениями одного вида на полях резко увеличили плотность посевов (сначала в три раза, затем — ещё в два раза). На деле это привело к ухудшению роста и снижению урожайности.
К просчётам в плановой политике добавились природные бедствия, обрушившиеся на КНР в этот период времени. Так, в июле 1959 года в Восточном Китае из своих берегов вышла река Хуанхэ, наводнение погубило до 2 миллионов человек. В 1960 году засуха и иные неблагоприятные погодные условия коснулись 55% обрабатываемых земель страны. В результате урожай пшеницы 1960 года составил лишь 70% от показателей 1958 года. Восстановление в сельскохозяйственной отрасли стало возможным только после завершения политики большого скачка в 1962 году.

## Предпосылки

Великий китайский голод привёл к демографическому провалу поколения, родившегося в начале 1960-х годов.

Рождаемость и смертность в Китае 1950—2014 годах.

Великий китайский голод стал следствием сочетания неблагоприятных факторов: плохих погодных условий, социального давления, экономической бесхозяйственности и радикальных реформ, проводившихся правительством в сельском хозяйстве.
Это в свою очередь привело к народным волнениям и политической нестабильности. По подсчётам Ян Цзишэна с 1958 по 1962 год от голода умерло 36 миллионов человек.
В частности, Мао Цзэдун подписал указ, запрещавший жителям Китая владеть землёй для ведения сельского хозяйства. Китайские крестьяне отныне должны были работать в составе «народных коммун» — аналогов советских колхозов. Те, кто отказывался следовать указу, подвергались репрессиям. Помимо этого правительство взяло курс на развитие промышленности, для чего миллионы крестьян, занимавшихся сельским хозяйством, в принудительном порядке были отправлены в качестве рабочих на строящиеся фабрики и заводы.
Китайский писатель Ян Цзишэн описал ситуацию следующих образомː

В округе Синьян крестьяне собирались у дверей зернохранилища и умирали там, крича: «Коммунистическая партия, Председатель Мао, спаси нас». Если зернохранилища в провинциях Хэнань и Хэбэй были открыты, и там никто от голода не умирал, то здесь люди умирали в огромных количествах, и никто из офицеров не думал им помогать. Они заботились лишь о дополнительном пополнении зернохранилищ.— 
Наряду с коллективизацией центральное правительство утвердило ряд изменений в сельскохозяйственной технике на основе идей советского учёного Т. Д. Лысенко, согласно которым можно увеличить троекратно и затем двукратно плотность посадки растений одного вида, так как они не станут конкурировать друг с другом. Однако на практике это привело к плохой урожайности. Одновременно была введена практика глубокой вспашки, также продвигавшаяся Лысенко, согласно которой вспашка почвы до 1-2 метров глубины вместо 15-20 сантиметров, как это было принято в Китае, способствует более глубокому прорастанию корней и проникновению в более плодородную почву и, соответственно, повышает урожайность. Однако на практике глубокое вспахивание привело к вымыванию почвы и также ухудшило урожайность.
Свою существенную роль также сыграла кампания по истреблению воробьёв, считавшихся тогда главными вредителями сельскохозяйственных культур. Китайские крестьяне устраивали массовые облавы на воробьёв и прочих диких птиц, питающихся зёрнами, в результате птицы не могли сесть на землю и падали от изнеможения. Кампания возымела положительный результат в 1959 году, но её отдалённые последствия привели к росту популяции насекомых-вредителей, нанёсших намного больший ущерб сельскохозяйственным полям, нежели птицы.
Неудачные реформы в сельском хозяйстве сочетались с плохими погодными условиями и происходящими природными катастрофами, такими как засухи и наводнения, самое крупное из которых произошло в 1959 году, когда уровень в реке Хуанхэ критически повысился, что привело к затоплению всех прибрежных селений, уничтожению их урожаев и, по примерным оценкам, к смерти более двух миллионов человек. Датский историк Франк Дикёттер считает, что большинство урожаев, которые принято считать уничтоженными наводнениями, на деле могли бы сохраниться, если бы не были вспаханы по новым технологиям, введёнными правительством в рамках большого скачка. В 1960 году настала засуха, и в результате более 60 % вспаханных территорий не были орошены водой.
В результате наслоения неблагоприятных условий в 1959 году урожайность в стране упала на 15 %, а в 1960 году — на 30 %. Ситуация стала улучшаться только после отмены программы большого скачка после 1962 года.
До 1980-х годов китайское правительство называло гуманитарную катастрофу «Тремя годами природных бедствий» и объясняло голод преимущественно следствием природных катаклизмов и отчасти ошибок, допустимых в плановых реформах сельского хозяйства. Однако зарубежные исследователи отмечали, что не меньшую роль в массовом голоде играла политическая нестабильность, неумелое руководство нового правительства, носящего репрессивный характер. Начиная с 1980-х годов китайское правительство стало официально признавать свою вину в возникновении голода, заявив, что природные катаклизмы лишь на треть повлияли на массовый голод, а остальное было следствием ошибок руководства.